# 包刚
包刚（1964年6月—），男，黑龙江哈尔滨人，中国数学家，现任浙江大学数学科学学院教授，曾任浙江大学数学系系主任、数学科学学院院长。

## 简历
1985年毕业于吉林大学数学系本科，1991年获得美国莱斯大学数学系博士学位。曾任职于佛罗里达大学、密歇根州立大学。2010年至2020年任浙江大学数学系主任、数学科学学院院长。2020年至2022年任浙江大学研究生院院长、工程师学院院长。2022年任浙江大学理学部主任、工程师学院院长。